# Bramstedt (Bassum)
Bramstedt ist ein Ortsteil der Stadt Bassum im niedersächsischen Landkreis Diepholz.

## Geografie

### Lage

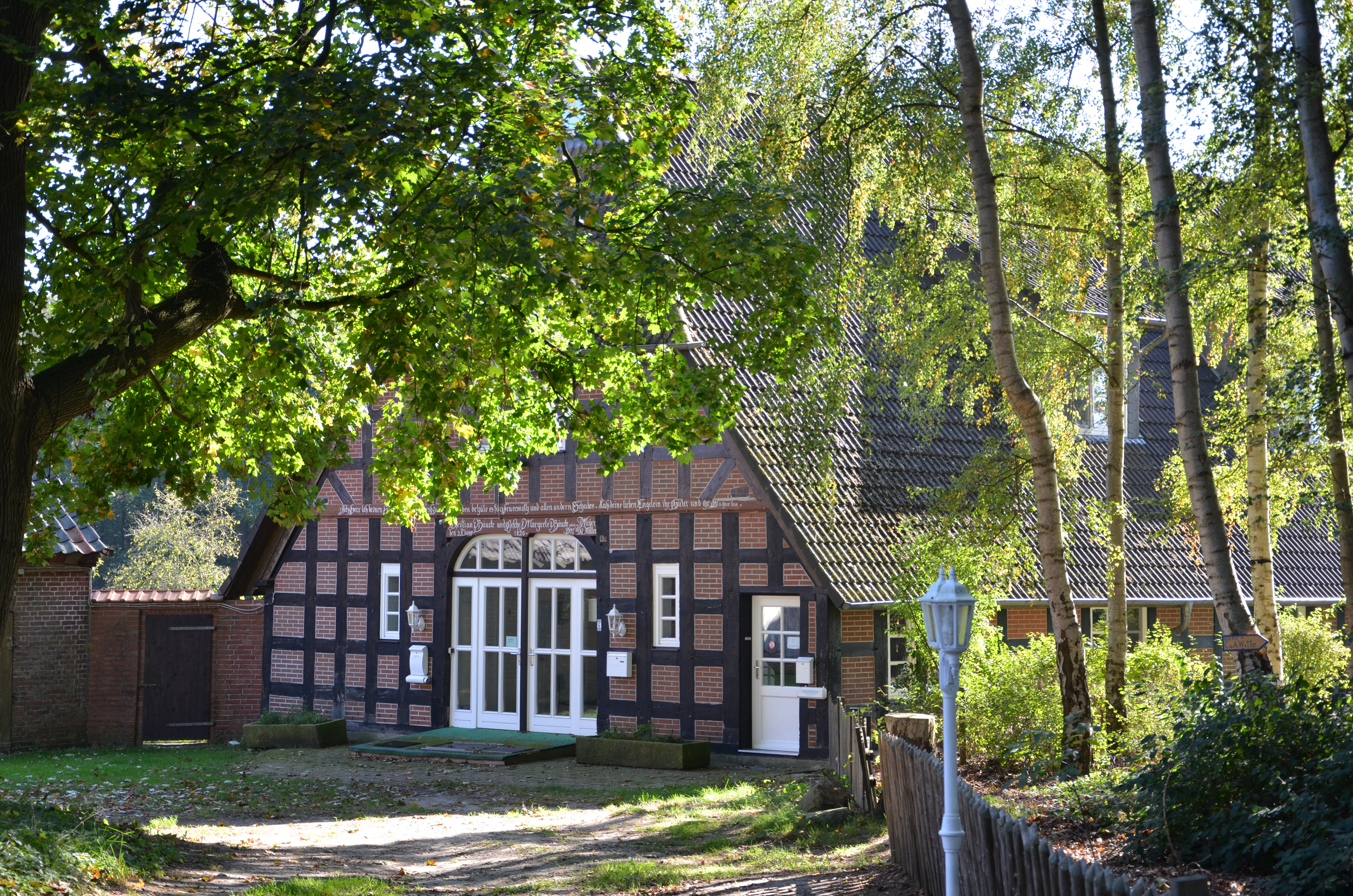
Wohnhaus Feldstraße 6, Groß Bramstedt

Bramstedt liegt im östlichen Bereich der Stadt Bassum, fünf Kilometer nordöstlich vom Kernort Bassum entfernt. Zu Bramstedt gehören Klein Bramstedt, Groß Bramstedt, Bünte und Röllinghausen.

### Nachbarorte
Nachbarorte sind – von Norden aus im Uhrzeigersinn – Nordwohlde, Syke, Neubruchhausen, Eschenhausen, Osterbinde, Bassum (Zentrum) und Stühren.

### Flüsse
Durch den Ort fließen der Finkenbach und die Bramstedter Beeke, die bei Högenhausen in den Finkenbach mündet.

## Geschichte

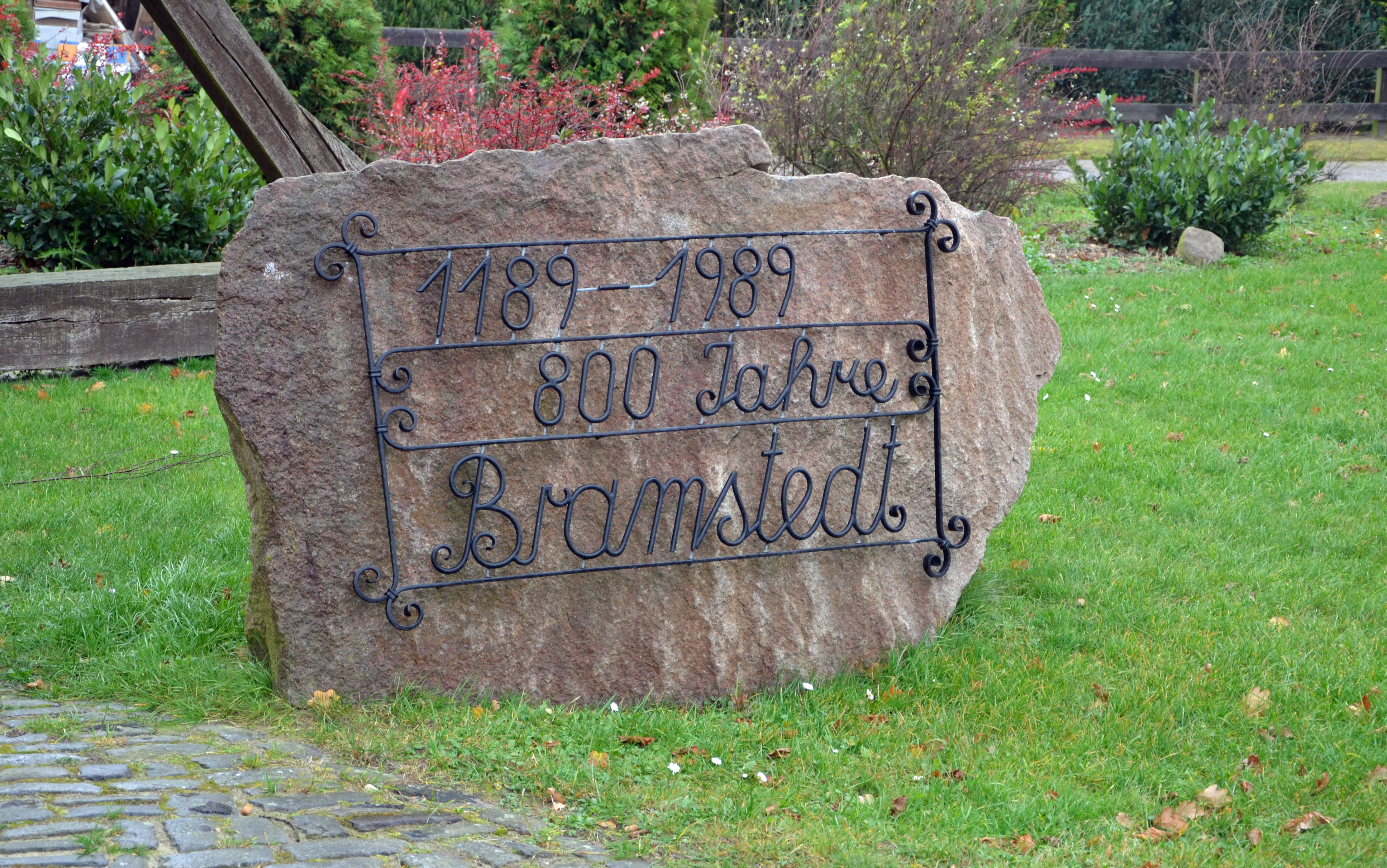
Gedenkstein 800 Jahre Bramstedt

Aus dem Jahr 1189 stammt die erste amtliche Urkunde über das Bestehen des Ortes. Damit gehört Bramstedt zu den ältesten Siedlungen im hiesigen Landkreis. Seinen Namen hat der Ort von dem Bram (= Schafginster), der neben Nadelwald und Heide auf den höher gelegenen Stellen wuchs – im Gegensatz zu den Niederungen, wo der Laubwald vorherrschte.
Von 1972 bis 1974 gehörte Bramstedt zur Samtgemeinde Nordwohlde. Diese wurde mit der Gebietsreform, die am 1. März 1974 in Kraft trat, aufgelöst, und die Gemeinde Bramstedt wurde zu einer von 16 Ortschaften der Stadt Bassum.

## Einwohnerentwicklung
| Jahr      | 1925 | 1933 | 1939 | 1975 | 1980 | 1985 | 1990 | 1995 | 1997 | 1998 | 1999 | 2015 | 2020 | 2024 |
| --------- | ---- | ---- | ---- | ---- | ---- | ---- | ---- | ---- | ---- | ---- | ---- | ---- | ---- | ---- |
| Einwohner | 817  | 828  | 808  | 1331 | 1333 | 1364 | 1342 | 1685 | 1758 | 1798 | 1762 | 1910 | 1889 | 2074 |

## Politik
| Gemeinde Bramstedt (bis 1974)   | Gemeinde Bramstedt (bis 1974) | Gemeinde Bramstedt (bis 1974) | Gemeinde Bramstedt (bis 1974) |
| Amtszeit                        | Amtszeit                      | Name                          | Partei                        |
| ------------------------------- | ----------------------------- | ----------------------------- | ----------------------------- |
| 1952                            | 1974                          | Heinz Zurmühlen               | CDU                           |
| Ortschaft Bramstedt (seit 1974) |                               |                               |                               |
| Amtszeit                        | Amtszeit                      | Name                          | Partei                        |
| 26. August 1974                 | 31. Oktober 1991              | Heinz Zurmühlen               | CDU                           |
| 11. November 1991               | 02. Mai 2021                  | Helmut Zurmühlen              | CDU                           |
| 28. Mai 2021                    | heute                         | Julian Zurmühlen              | CDU                           |

## Infrastruktur

### Bildung
Die Kinder aus Bramstedt und Umgebung können ortsnah zunächst den Städtischen Kindergarten und danach die Grundschule in Bramstedt besuchen.

### Verkehr

#### Straßen
Bramstedt liegt fernab des großen Verkehrs:
- Die Bundesautobahn 1 verläuft 31 km entfernt nordwestlich.
- Die von Bassum (Kernort) über Twistringen, Barnstorf und Diepholz nach Osnabrück führende Bundesstraße 51 verläuft westlich, 3 km entfernt.
- Die von Bassum (Kernort) über Sulingen und Uchte nach Minden führende Bundesstraße 61 verläuft südlich, 5 km entfernt.
- Die Bundesstraße 6 von Bremen über Nienburg nach Hannover verläuft östlich in 5 km Entfernung.

In Bramstedt gibt es – im Gegensatz zu einigen kleineren Ortsteilen von Bassum – Straßenbezeichnungen und nicht nur Hausnummern, so dass sich Einwohner, Postboten, Lieferanten und Besucher gut orientieren können.

#### Schiene
In Groß Bramstedt liegt der Bahnhof Bramstedt (b Syke) der Deutschen Bahn an der Strecke Wanne-Eickel–Hamburg, der von der Nordwestbahn mit der Regio-S-Bahn Bremen/Niedersachsen im Stundentakt bedient wird. In Tagesrandlage halten zudem einzelne Regionalexpress-Züge der Deutschen Bahn.
| Linie | Verlauf | Takt                                                                | Betreiber    |
| ----- | --- | ------------------------------------------------------------------- | ------------ |
| RS 2  | Bremerhaven-Lehe – Bremerhaven Hbf – Bremerhaven-Wulsdorf – Loxstedt – Lunestedt – Stubben – Lübberstedt – Oldenbüttel – Osterholz-Scharmbeck – Ritterhude – Bremen-Burg – Bremen Hbf – Bremen-Hemelingen – Dreye – Kirchweyhe – Barrien – Syke – Bramstedt (b Syke) – Bassum – Twistringen Stand: Fahrplanwechsel Dezember 2023 | 60 min 30 min (Bremen Hbf–Bremerhaven-Lehe in der HVZ-Lastrichtung) | NordWestBahn |

## Sehenswürdigkeiten
- In der Liste der Baudenkmale in Bassum sind für Bramstedt („Groß Bramstedt“) neun Baudenkmale,  aufgeführt, davon acht in Röllinghausen darunter insbesondere:
  - Hofanlage Röllinghausen 1, Hofanlage Röllinghausen 2
- Der Glockenturm mit Betglocke wurde Mitte der 1980er Jahre annähernd getreu nach historischen Vorlagen wieder aufgebaut. 1871 war der 1450 von Bramstedter Bauern aufgestellte Turm bei einem Feuer vernichtet worden.

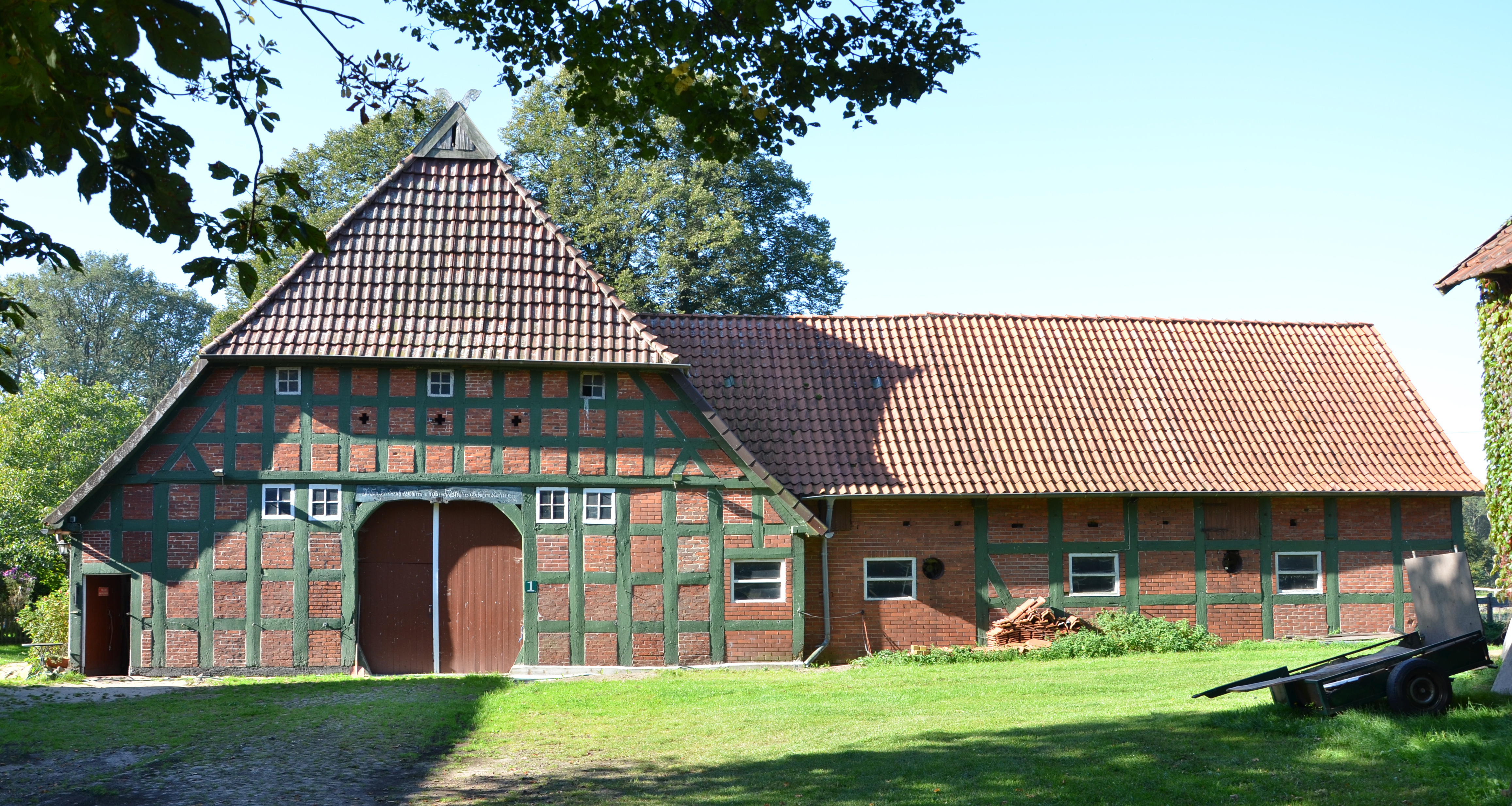
Wohn-/Wirtschaftsgebäude Röllinghausen 1
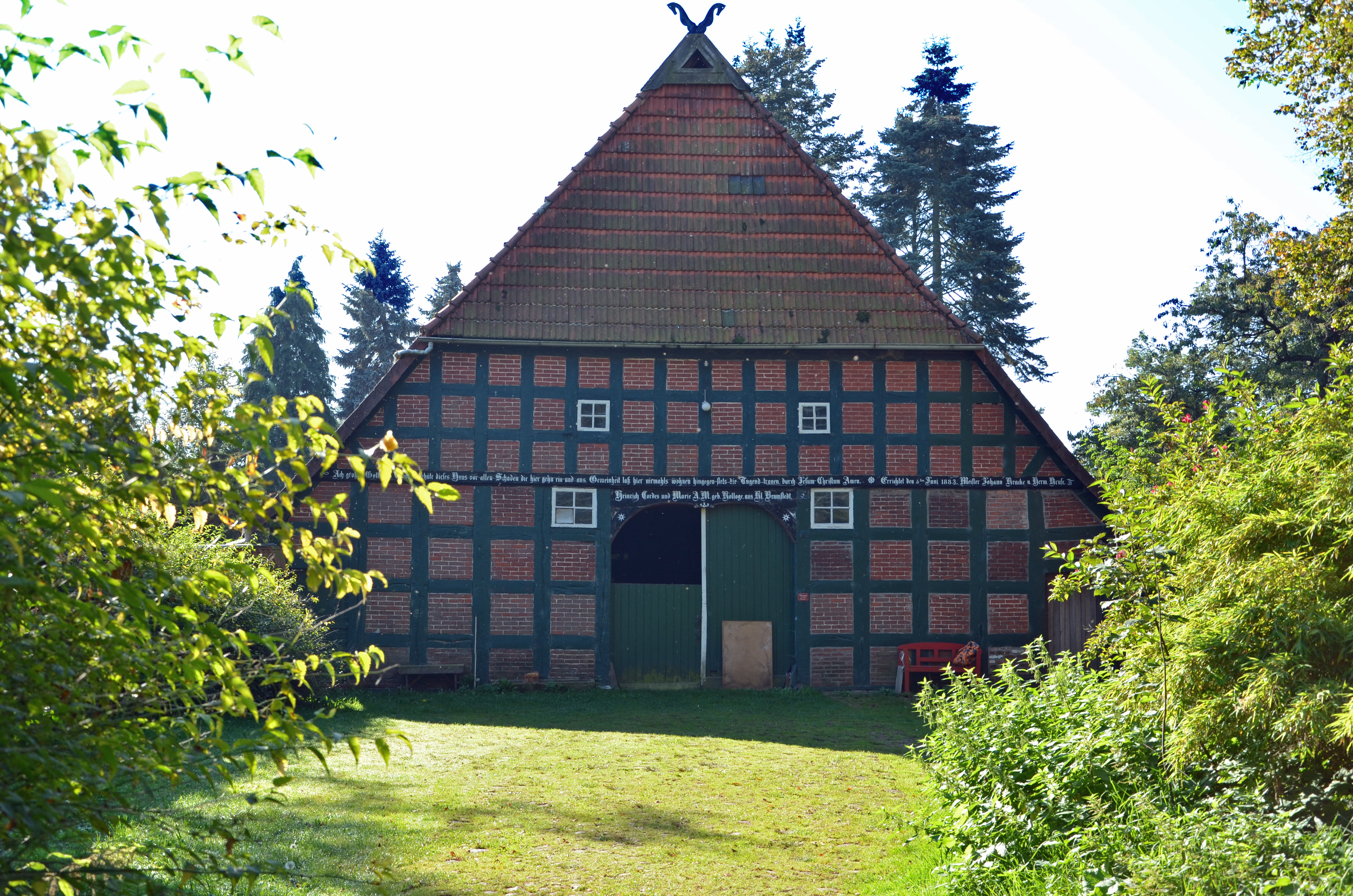
Wohn-/Wirtschaftsgebäude Röllinghausen 2